# Cleisostoma
Cleisostoma är ett släkte av orkidéer. Cleisostoma ingår i familjen orkidéer.

## Bildgalleri

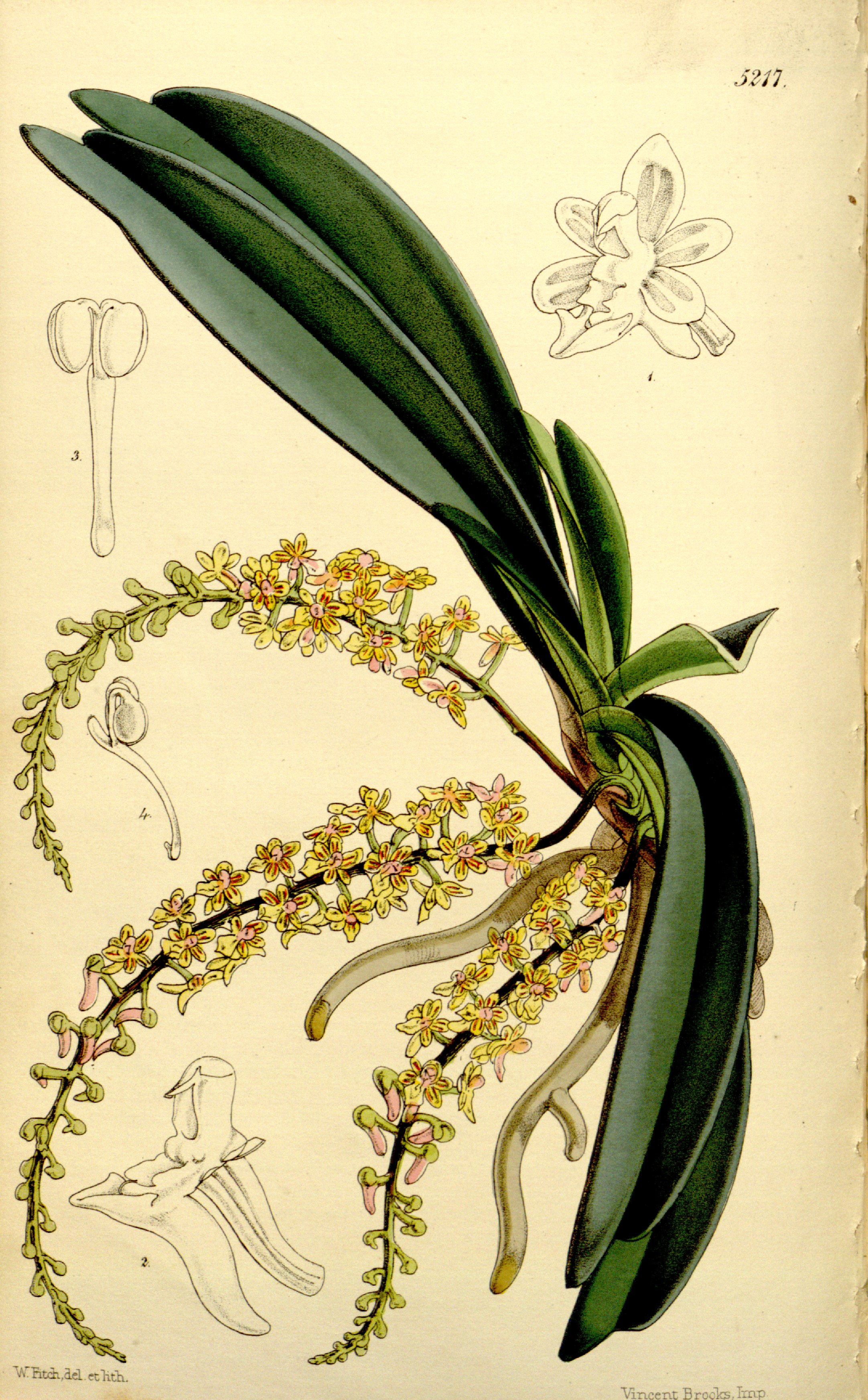

## Dottertaxa tillCleisostoma, i alfabetisk ordning[1]
- Cleisostoma appendiculatum
- Cleisostoma arietinum
- Cleisostoma aspersum
- Cleisostoma beccarii
- Cleisostoma belophorum
- Cleisostoma bicrure
- Cleisostoma bilamellatum
- Cleisostoma birmanicum
- Cleisostoma brachystachys
- Cleisostoma buruense
- Cleisostoma callosilobum
- Cleisostoma capricorne
- Cleisostoma chantaburiense
- Cleisostoma chapaense
- Cleisostoma chrysochilum
- Cleisostoma clemensiae
- Cleisostoma complicatum
- Cleisostoma crassissimum
- Cleisostoma crochetii
- Cleisostoma discolor
- Cleisostoma duplicilobum
- Cleisostoma equestre
- Cleisostoma filiforme
- Cleisostoma firmulum
- Cleisostoma fissicors
- Cleisostoma flexum
- Cleisostoma fuerstenbergianum
- Cleisostoma gjellerupii
- Cleisostoma halophilum
- Cleisostoma holttumii
- Cleisostoma inflatum
- Cleisostoma isuaravanum
- Cleisostoma javanicum
- Cleisostoma kerrii
- Cleisostoma koeteiense
- Cleisostoma krabiense
- Cleisostoma lendyanum
- Cleisostoma linearilobatum
- Cleisostoma litoreum
- Cleisostoma lohii
- Cleisostoma longioperculatum
- Cleisostoma longipaniculatum
- Cleisostoma loratum
- Cleisostoma macrostachyum
- Cleisostoma medogense
- Cleisostoma melanorachis
- Cleisostoma menghaiense
- Cleisostoma minax
- Cleisostoma montanum
- Cleisostoma muticum
- Cleisostoma nangongense
- Cleisostoma nieuwenhuisii
- Cleisostoma odoratum
- Cleisostoma pacificum
- Cleisostoma paniculatum
- Cleisostoma parishii
- Cleisostoma pinifolium
- Cleisostoma pityophyllum
- Cleisostoma platystele
- Cleisostoma porrigens
- Cleisostoma posthumii
- Cleisostoma quinquefidum
- Cleisostoma racemiferum
- Cleisostoma recurvum
- Cleisostoma rhyncholabium
- Cleisostoma ridleyi
- Cleisostoma rolfeanum
- Cleisostoma rostellatum
- Cleisostoma rugosulum
- Cleisostoma sagittatum
- Cleisostoma samarindae
- Cleisostoma schneideri
- Cleisostoma scortechinii
- Cleisostoma simondii
- Cleisostoma sororium
- Cleisostoma stimulatrix
- Cleisostoma striatum
- Cleisostoma striolatum
- Cleisostoma strongyloides
- Cleisostoma suaveolens
- Cleisostoma subulatum
- Cleisostoma subulifolium
- Cleisostoma suffusum
- Cleisostoma sumbavense
- Cleisostoma tenuifolium
- Cleisostoma tenuirachis
- Cleisostoma teretifolium
- Cleisostoma tricallosum
- Cleisostoma uraiense
- Cleisostoma williamsonii